# Candidíase oral
A candidíase oral, também conhecida como "sapinho", é a infecção fúngica mais comum da boca. Ela é provocada pelo fungo Candida albicans, que faz parte da flora bucal de aproximadamente 50% da população, mas causa danos apenas em imunossuprimidos. Entre os possíveis casos de imunossupressão, estão pacientes com diabetes melito, receptores  de transplantes de órgãos ou de medula óssea, submetidos a quimioterapia ou com AIDS. E também as imunodeficiências primárias ige, igm, igg e iga.
Dentre as três formas clínicas principais (pseudomembranosa, eritematosa, e hiperplásica), a forma mais comum da candidíase oral é a pseudomembranosa (sapinho), que se caracteriza pela formação de uma membrana inflamatória superficial branca acinzentada, em que estão presentes microorganismos em meio a exsudato fibrinossupurativo. Se essa membrana for raspada, será revelada a base inflamatória eritematosa imediatamente mais profunda.
1- Pseudomembranosa(sapinho),características clínicas: hálito fétido e placas brancas destacáveis, sensação de ardência e queimação.
2-Eritematosa (língua avermelhada), indolor. Ex: glossite romboidal mediana (parte posterior da língua avermelhada), outro ex: quelite angular.
3- Multifocal crônica Hiperplásica: características das duas citadas anteriormente. 